# Schweizer Botschaft beim Heiligen Stuhl
Die Schweizer Botschaft beim Heiligen Stuhl ist die diplomatische Vertretung der Schweiz bei dem Heiligen Stuhl.
Seit 1506 engagiert sich die Schweiz mit der von Papst Julius II. gegründeten Päpstlichen Schweizergarde. Erst seit 1991 unterhält die Schweiz mittels eines Botschafters in Sondermission offizielle diplomatischer Beziehungen mit dem Heiligen Stuhl. Vorher wurden die diplomatischen Beziehungen ausschliesslich über die Apostolische Nuntiatur des Heiligen Stuhls in Bern sichergestellt. Seit dem 2. Juni 2004 ist die Amtsfunktion eines Botschafters in Sondermission am Heiligen Stuhl aufgehoben. 2004 wurde erstmals mit dem Schweizer Botschafter in Prag ein ausserordentlicher und bevollmächtigter (nichtresidenter) Botschafter beim Heiligen Stuhl ernannt. Seit April 2010 residierte der Schweizer Botschafter für den Heiligen Stuhl in der Schweiz. Seit 2014 residiert mit dem Schweizer Botschafter in Ljubljana der ausserordentliche und bevollmächtigte Botschafter beim Heiligen Stuhl ebenda.
2022 wurde eine Schweizer Botschaft beim Heiligen Stuhl mit Sitz in der römischen Via Crescenzio 97, etwa 500 Meter von der Grenze des Vatikans entfernt, eingerichtet und am 5. Mai 2022 von Bundespräsident Ignazio Cassis eröffnet. Im Frühjahr 2023 wechselte der Schweizer Botschafter Denis Knobel von seinem bisherigen Sitz in der slowenischen Hauptstadt Ljubljana nach Rom.
Denis Knobel, erster residierender Schweizer Botschafter am Heiligen Stuhl, wurde am 10. Juli 2023 von Papst Franziskus verabschiedet; er wechselt nach Portugal.